# LocoCycle
LocoCycle é um jogo de corrida de motocicleta desenvolvido pela Twisted Pixel Games e publicado pela Microsoft Studios. Originalmente anunciado como um título Xbox Live Arcade na Electronic Entertainment Expo 2012, LocoCycle foi lançado em novembro de 2013 para Xbox One e em 14 de fevereiro de 2014 para Microsoft Windows e Xbox 360. A versão do Xbox One foi localizada para o Japão para lançamento em 4 de setembro de 2014.

## Jogabilidade e enredo
O jogo é estrelado por "I.R.I.S." (dublado por Lisa Foiles), uma motocicleta senciente que se parece com ciclos de luz da franquia Tron. Ele se formou na Escola de Assassinato da Big Arms Academy como orador oficial. A moto pode realizar mais de 40 formas de combate e fala 50 idiomas. Ele também pode viajar uma milha em 20 segundos (180 mph ou 290 km/h) e pode camuflar. I.R.I.S. is accompanied by a Spanish-speaking mechanic named Pablo (dublado por Freddy Rodriguez), que é literalmente arrastada atrás dela durante os eventos do jogo.
Robert Patrick fornece a voz de uma motocicleta antagonista chamada S.P.I.K.E. Além disso, o jogo apresenta sequências de ação ao vivo com atuação de atores como Freddy Rodriguez, James Gunn e Tom Savini. Há também uma participação especial em uma cena de talentos da Internet Michael Jones e sua esposa Lindsay Jones, da fama de Rooster Teeth.

## Recepção
A versão para PC do LocoCycle recebeu críticas "mistas", enquanto as versões para Xbox 360 e Xbox One receberam "críticas geralmente desfavoráveis", de acordo com o site do Metacritic. Mike Splechta, da GameZone, disse sobre a versão do Xbox One: "Embora LocoCycle seja o jogo com a pior aparência do lançamento do Xbox One, ele foi salvo graças à sua jogabilidade exagerada e divertida.".

## Referencia
1. ↑  @twisted_pixel (30 de janeiro de 2014). «LocoCycle está chegando ao Xbox 360 e Steam no dia dos namorados! E, você pode entrar para ter a chance de ganhar um Xbox personalizado...» (Tweet)  – via Twitter
2. ↑  Usher, Will (4 de junho de 2012). «E3 2012: LocoCycle é o exclusivo Light-Cycle Style Racer do Xbox 360». CinemaBlend. GatewayBlend Entertainment. Consultado em 26 de novembro de 2013
3. 1 2  Goldfarb, Andrew (4 de junho de 2012). «E3 2012: Anunciado o LocoCycle da Twisted Pixel». IGN. Ziff Davis. Consultado em 26 de novembro de 2013
4. 1 2  Mann, Matt (4 de junho de 2012). «E3: Microsoft anuncia Ascend: New Gods, LocoCycle e Matter». WhatCulture.com. Consultado em 26 de novembro de 2013
5. ↑  «Lococycle（ロコサイクル） [Xbox One]». Famitsu (em japonês). Enterbrain. Consultado em 4 de novembro de 2019
6. ↑  Twisted Pixel Games (4 de junho de 2012). «Lococycle: Anúncio Oficial - Trailer». YouTube. Consultado em 26 de novembro de 2013
7. 1 2  Mike (6 de novembro de 2013). «LocoCycle Live Action». Twisted Pixel Games. Consultado em 26 de novembro de 2013. Cópia arquivada em 3 de dezembro de 2013
8. ↑  Bachman, Chris (16 de setembro de 2019). «Am I seeing this right? Were @IAmLindsayJones and @AH_Michael in Loco Cycle cutscenes?» [Estou vendo isso certo? @IAmLindsayJones e @AH_Michael estavam em cenas de Loco Cycle?]. Twitter. Consultado em 2 de agosto de 2023
9. ↑  Carter, Chris (18 de novembro de 2013). «Review: LocoCycle (Xbox One)». Destructoid. Enthusiast Gaming. Consultado em 5 de novembro de 2019
10. ↑  Edge staff (18 de novembro de 2013). «Lococycle review (Xbox One)». Edge. Future plc. Consultado em 4 de novembro de 2019. Cópia arquivada em 21 de novembro de 2013
11. ↑  Holzworth, Chris (26 de novembro de 2013). «EGM Review: LocoCycle (Xbox One)». EGMNow. EGM Media, LLC. Consultado em 5 de novembro de 2019. Cópia arquivada em 12 de fevereiro de 2019
12. ↑  Donlan, Christian (18 de novembro de 2013). «LocoCycle review (Xbox One)». Eurogamer. Gamer Network. Consultado em 31 de janeiro de 2014
13. ↑  Cork, Jeff (18 de novembro de 2013). «LocoCycle (Xbox One): Monotonous Combat Drags Down A Hilarious Adventure». Game Informer. GameStop. Consultado em 4 de novembro de 2019
14. ↑  VanOrd, Kevin (18 de novembro de 2013). «LocoCycle Review (XONE)». GameSpot. CBS Interactive. Consultado em 31 de janeiro de 2014
15. 1 2  Splechta, Mike (5 de dezembro de 2013). «LocoCycle Review: El moto loco (Xbox One)». GameZone. Consultado em 4 de novembro de 2019. Cópia arquivada em 9 de dezembro de 2013
16. ↑  Ingenito, Vince (18 de novembro de 2013). «LocoCycle Review (Xbox One)». IGN. Ziff Davis. Consultado em 31 de janeiro de 2014
17. ↑  Conditt, Jessica (18 de novembro de 2013). «LocoCycle review: Ay, caramba [sic] (Xbox One)». Engadget (Joystiq). Oath Inc. Consultado em 5 de novembro de 2019
18. ↑  Rudden, Dave (18 de novembro de 2013). «LocoCycle Xbox One review». Official Xbox Magazine. Future US. Consultado em 5 de novembro de 2019. Cópia arquivada em 20 de novembro de 2013
19. ↑  «LocoCycle». PC Gamer UK. Future plc. Maio de 2014. p. 74
20. ↑  Riendeau, Danielle (20 de novembro de 2013). «LocoCycle review: flat tire (Xbox One)». Polygon. Vox Media. Consultado em 5 de novembro de 2019
21. ↑  Riendeau, Danielle (20 de novembro de 2013). «LocoCycle review: flat tire (Xbox One)». Polygon. Vox Media. Consultado em 5 de novembro de 2019
22. ↑  Yoon, Andrew (19 de novembro de 2013). «LocoCycle review: crazy bad (Xbox One)». Shacknews. Gamerhub. Consultado em 5 de novembro de 2019
23. 1 2  «LocoCycle for PC Reviews». Metacritic. CBS Interactive. Consultado em 4 de novembro de 2019
24. 1 2  «LocoCycle for Xbox 360 Reviews». Metacritic. CBS Interactive. Consultado em 4 de novembro de 2019
25. 1 2  «LocoCycle for Xbox One Reviews». Metacritic. CBS Interactive. Consultado em 31 de janeiro de 2014

## Ligações Externas
- «Página oficial»